# HPV治療ワクチン
HPV治療ワクチン(Therapeutic HPV Vaccine)は、ヒトパピローマウイルス (HPV) による癌を退縮させる治療用のヒトパピローマウイルスワクチンの1つである。2018年時点で複数のヒトでの臨床試験が進行しており、開発中である。 
子宮頸がんに至るヒトパピローマウイルスに対する細胞性免疫を誘導し、免疫学的にウイルスを排除する。ウイルス癌タンパク質のE6とE7の発現を抑制し、子宮頸がんのがん細胞をアポトーシスする（死滅に誘導する）。E6抗原、E7抗原であり、E7抗原のほうがE6抗原よりも免疫学的な特性が優れているために、ほとんどの治療ワクチンはE7抗原に対する免疫応答を誘導することを目的としている。アメリカ国立がん研究所(NCI)、Stressgen、Xenova、Zycos、ロシュ、VGX、東京大学大学院が主導する臨床試験ではすべてE7を対象としており、一部E6とで共に標的としている。その成分として、細菌性ベクター、ウイルスベクター、ペプチド、タンパク質、DNA、RNAレプリコン、DC、腫瘍細胞といった様々な形態が用いられ、それぞれにメリットとデメリットが考えられる。例えば、広く用いられ安全性が高いと考えられる乳酸菌を用いた経口ワクチンは、免疫排除を受けない菌であり、また子宮頚部のリンパ球の一部が腸管を介することから、注射より免疫誘導に優れていることを示す知見も得られている。
既に、第I相と第II相の臨床試験が実施されている。